# M/V Falstaff
M/V Falstaff är ett fartyg som är byggt för Walleniusrederierna. Fartyget levererades i september 1985. M/V Falstaff är 199 meter lång och 32 meter bred. M/V Falstaff kan lasta 5400 bilar.